# Stade villeneuvois Lille Métropole
Ne doit pas être confondu avec la section masculine du Stade villeneuvois Lille Métropole.
Maillots
Actualités
Le Stade villeneuvois Lille Métropole est un club de rugby à XV de Villeneuve-d'Ascq dont l'équipe sénior féminine participe au championnat de France Élite 1. Issu du rugby club Villeneuve-d'Ascq, créé en 1972 autour d'une équipe masculine et de son école de rugby, et dont l'équipe féminine a vu le jour le 11 novembre 1993, le club a été rebaptisé en 2000 lors de la création du Lille Métropole rugby. 

## Historique
Créé en 1972, le Rugby club Villeneuve-d'Ascq s’installe, dès sa création dans la logique de la ville nouvelle de Villeneuve-d'Ascq, et très rapidement sur le terrain de la tradition, situé en bordure de l’Université Lille-I (sciences et techniques). Rassemblant surtout des jeunes joueurs arrivant dans le Nord par leur profession, ou les études, il recrute rapidement des personnes du cru, et évolue dans le championnat local et régional. Ayant quitté le championnat pendant quelques années, un peu replié sur lui-même, il reprend son essor à partir de l’année 1985 avec l’arrivée d’anciens très bons joueurs d’Arras.
Recrutant dans le monde sportif et universitaire, accompagné par une école de rugby dynamique, le RCV gravit tranquillement toutes les marches du championnat, pour arriver en 1998 en troisième division fédérale.
L’école de rugby a déjà remporté des titres importants, l’équipe féminine est en pleine expansion, les vétérans restent dans le club, pour y jouer et y encadrer les activités... Le projet de grand club régional est mis en chantier et conduit en 1999 à la création du LMRC : Lille Métropole rugby, le Rugby club Villeneuve-d'Ascq devenant l’un des trois piliers de cette entité sous le nom de Lille Métropole rugby club villeneuvois (LMRCV).
L'équipe féminine devient alors l'équipe phare du club. Le LMRCV est fort de plus de 400 licenciés, en faisant l'un des gros clubs du Comité des Flandres.
Putain de nanas, un documentaire web de 2018 par Benjamin Montel et Antonin Boutinard Rouelle, est consacré aux joueuses du club et présente diverses problématiques du rugby féminin, tels que la féminité dans le rugby ou l'absence de professionnalisation des joueuses.
En 2022, pour ses 50 ans, le club change de nom et devient le Stade villeneuvois Lille Métropole.

## Identité visuelle

### Logo

Évolution du logo
Logo de 1999 à 2022.
Logo depuis 2022.

## Palmarès

### Détail du palmarès
- Championnat de France de première division :
  - Vainqueur (1) : 2016
  - Finaliste (3) : 2013, 2015, 2017
- Championnat de France de 2e division (Élite 2 Armelle Auclair) :
  - Vainqueur (3) : 1999, 2006, 2011
- Championnat de France de rugby à sept élite :
  - Vainqueur (3) : 2014, 2016 et 2017
  - Finaliste (1) : 2015

### Finales disputées
| Compétition  | Date de la finale | Vainqueur      | Score | Finaliste                 | Lieu de la finale                      | Spectateurs |
| ------------ | ----------------- | -------------- | ----- | ------------------------- | -------------------------------------- | ----------- |
| 2e division  | 2006              | Lille MRCV     | 14-9  | Entente sportive Nanterre |                                        |             |
| 2e division  | 2011              | Lille MRCV     | 31-15 | Stade bordelais           |                                        |             |
| 1re division | 1er juin 2013     | Montpellier HR | 15-12 | Lille MRCV                | Stade Robert-Barran, Vierzon           |             |
| Top 8        | 2 mai 2015        | Montpellier HR | 17-3  | Lille MRCV                | Stade Marcel-Verchère, Bourg-en-Bresse |             |
| Top 8        | 21 mai 2016       | Lille MRCV     | 18-7  | Montpellier HR            | Stade Jules-Ladoumègue, Massy          |             |
| Top 8        | 29 avril 2017     | Montpellier HR | 17-11 | Lille MRCV                | Stade André-Moga, Bègles               | 1500        |

## Centre de formation
Dès la rentrée 2019, le LMRCV a ouvert un centre d'entraînement et de formation de rugby destiné uniquement à la pratique féminine. C'est le deuxième de France après celui de Rouen, et donc le premier au Nord de Paris. 
Passé par Bourg-en-Bresse et Chambéry, Frédéric Cocqu est un spécialiste de la formation puisqu'il y a œuvré pour labelliser les centres de formation.
Ce centre de formation est destiné aux jeunes femmes de 18 à 22 ans. Jusqu'ici, la région ne disposait que d'un pôle espoir destiné aux lycéennes. Après le bac, les joueuses étaient en internat durant leurs études supérieures.

## Personnalités du club

### Joueuses emblématiques
- Dalila Boukerma

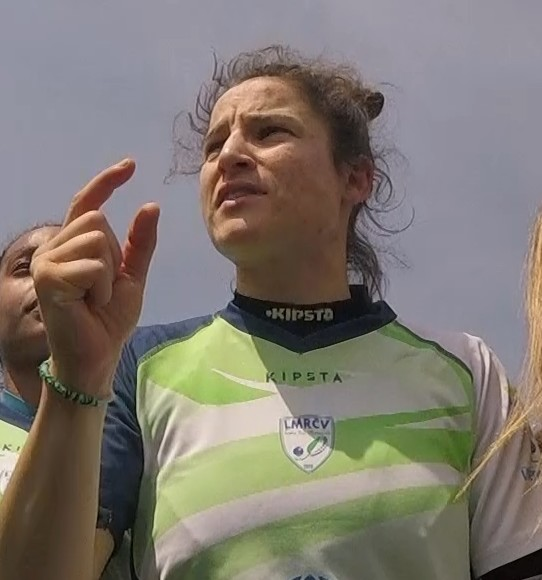
Laura Di Muzio
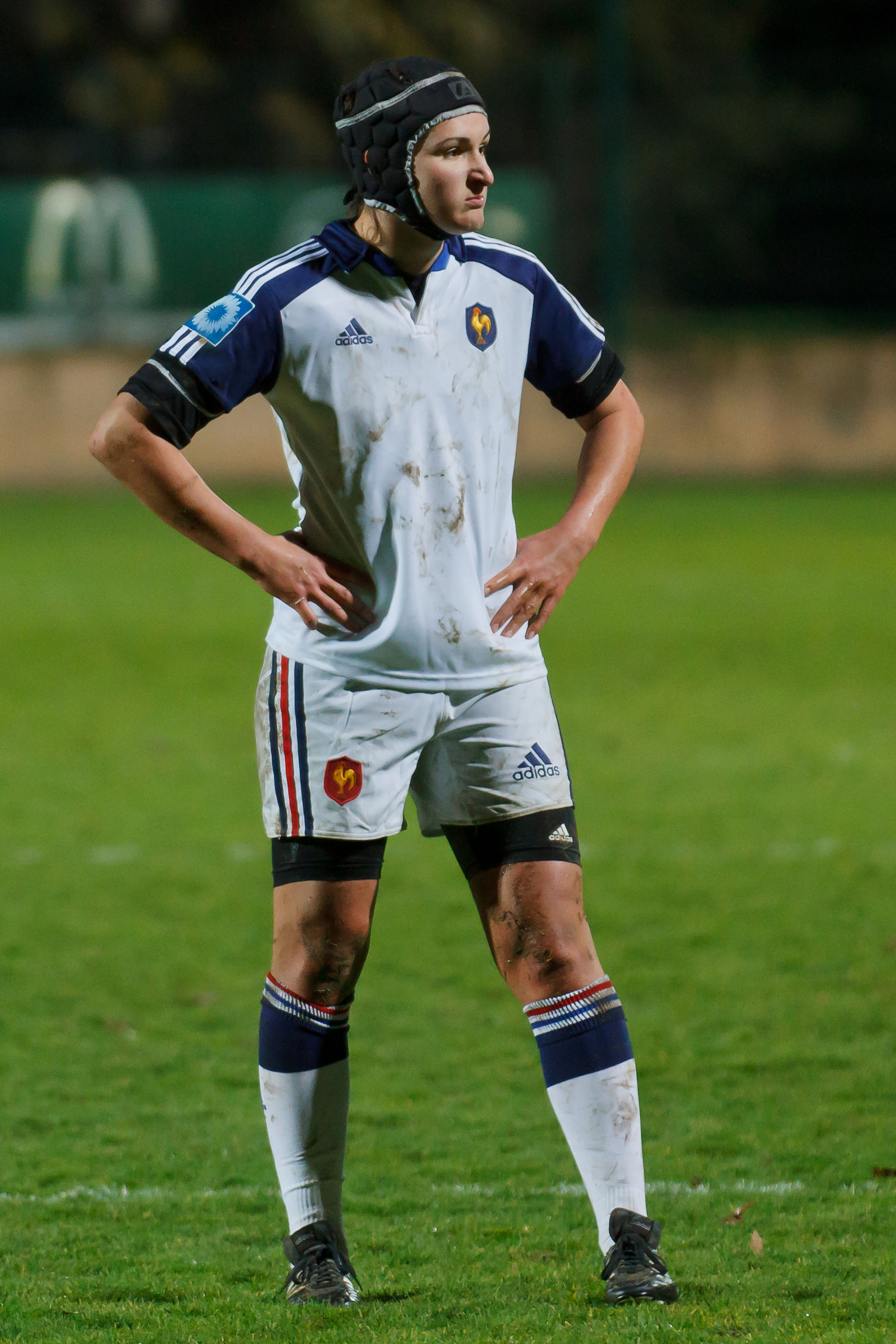
Shannon Izar
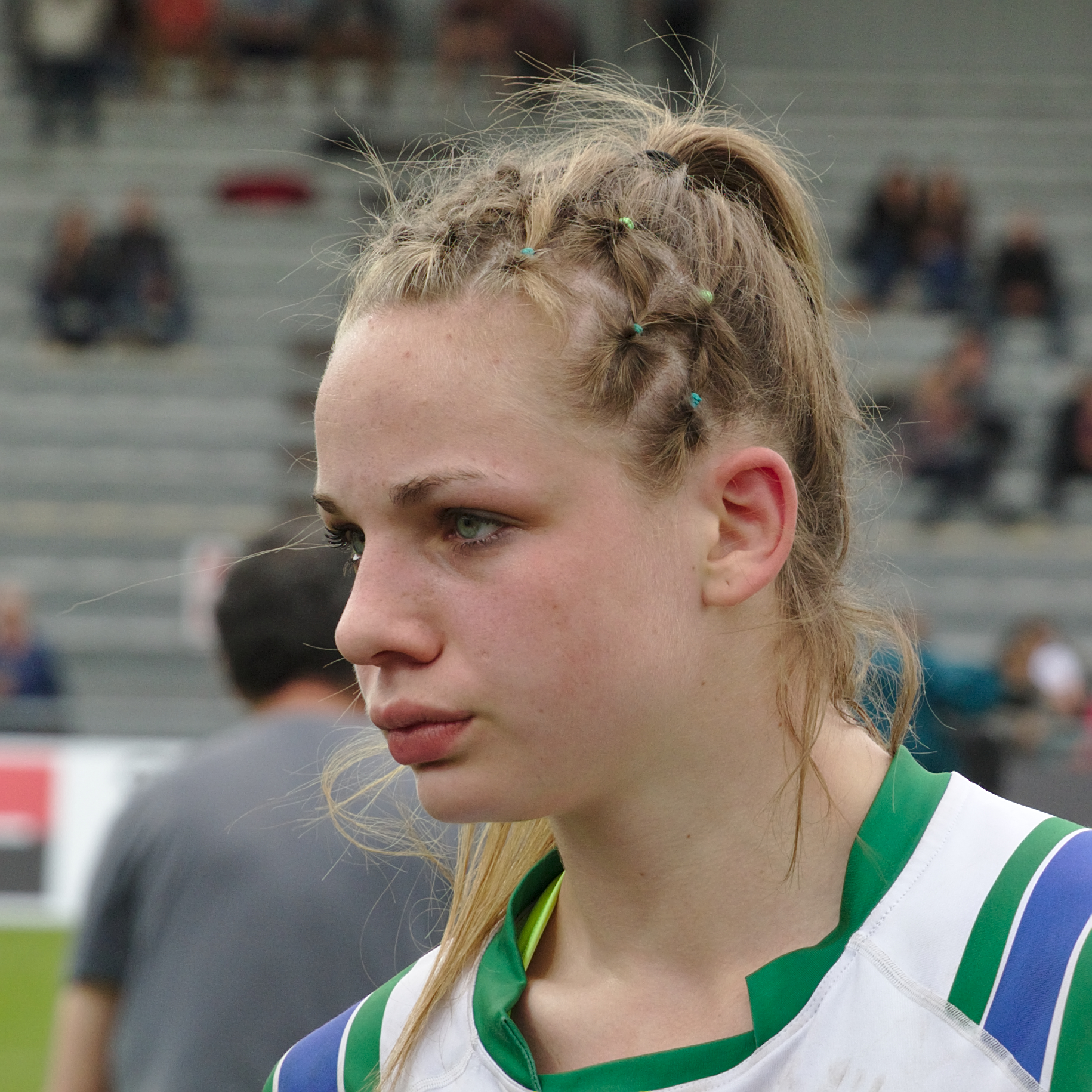
Marine Ménager
- Romane Ménager
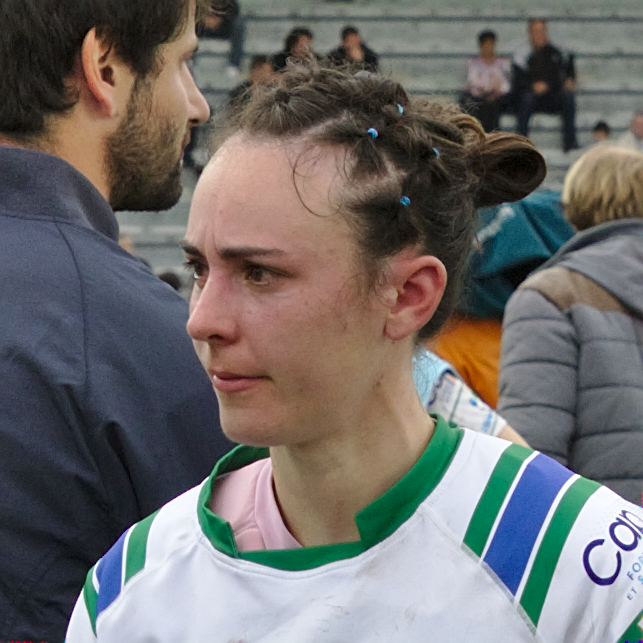
Yanna Rivoalen

- Laura Di Muzio
- Shannon Izar
- Romane Ménager
- Yanna Rivoalen

### Entraîneurs
| Années    | Entraineur                             | Assistants                            |
| --------- | -------------------------------------- | ------------------------------------- |
| 2010-2018 | Damien Couvreur et Guillaume Bacharach |                                       |
| 2018-2020 | Frédéric Cocqu                         | Cyril Fouda (avants)                  |
| 2020-2025 | Alexandra Pertus                       | Cyrl Fouda (avants) et Louis Mitchell |
| 2025-     | Louis Mitchell                         | n.c.                                  |